# Jaime Torres

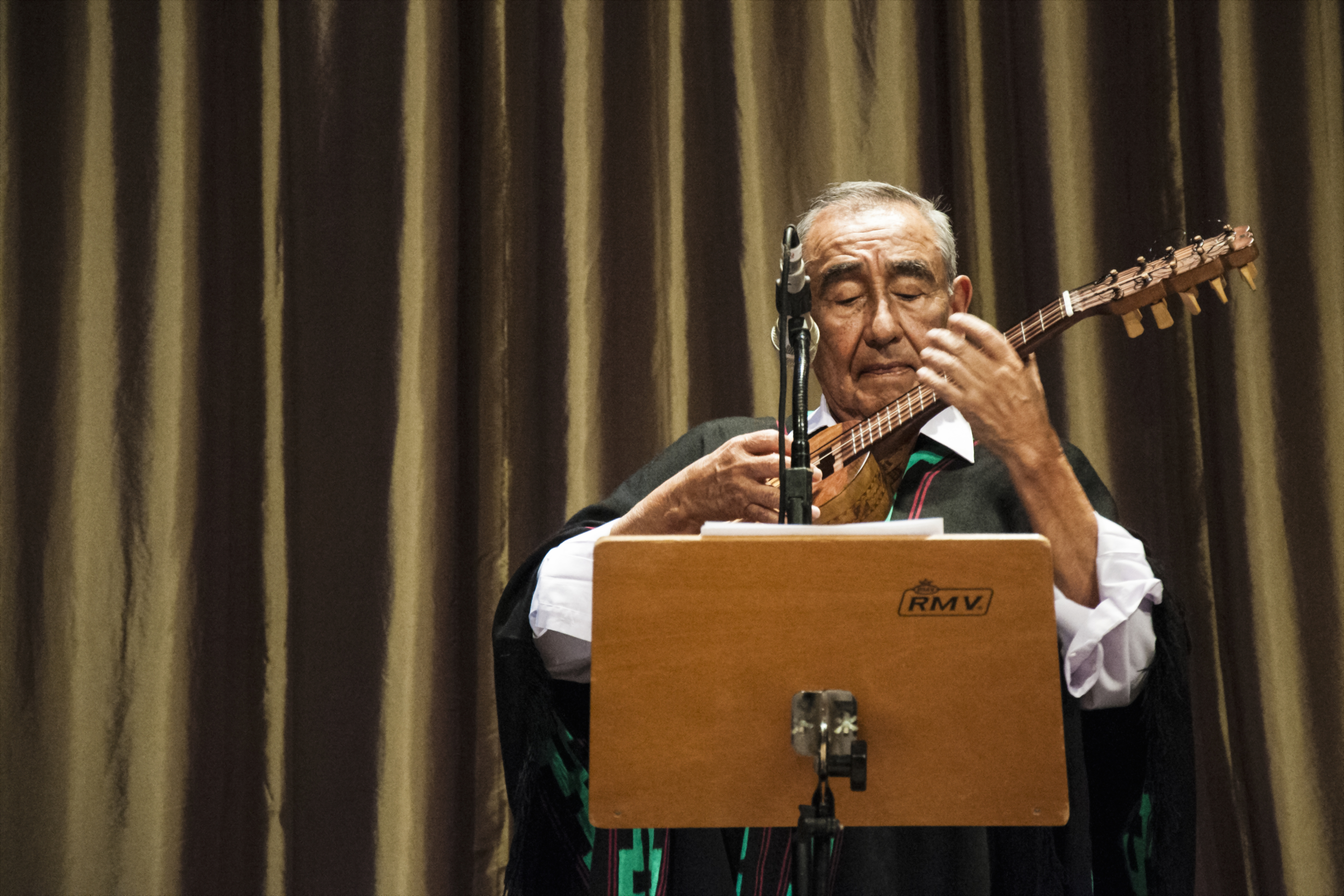
Jaime Torres (2014)

Jaime Torres (* 21. September 1938 in San Miguel de Tucumán; † 24. Dezember 2018 in Buenos Aires) war einer der herausragendsten argentinischen Folkloremusiker; er spielte Charango. Er war Schüler von Mauro Núñez, einem bolivianischen Musiker und Instrumentenbauer, der Torres’ erste Musikinstrumente baute.

## Leben
1964 nahm er an der Einspielung der Misa Criolla mit Ariel Ramírez teil. 1965 führte er seine erste europäische Tour durch.
1974 nahm er an der Eröffnungsshow der Fußballweltmeisterschaft in der Bundesrepublik Deutschland teil. Ein Jahr später organisierte er ein lokales Treffen von Instrumentalisten sowie 1980 ein solches Treffen mit Kindern. 1988 komponierte er die Musik für den Film La deuda interna, der eine Oscar-Nominierung erhielt.

## Diskografie
- 1964: Virtuosismo en Charango, Philips 82075
- 1967: Aplausos para un Charango, Philips 82162
- 1968: Taquirari
- 1969: Norte arriba
- 1979: De antiguas razas
- 2007: Electroplano